# Suzanne Adams
Suzanne Adams (28 novembre 1872 – 5 février 1953) est une soprano colorature américaine, connue pour sa voix pure et agile. Adams est connue en France avant de s'établir comme l'une des sopranos de premier plan du Metropolitan Opera au début du xxe siècle.

## Biographie
Adams est née à Cambridge, dans le Massachusetts, le 28 novembre 1872. 
Elle étudie à Manhattan avec Jacques Bouhy, puis à Paris avec Mathilde Marchesi. Elle fait ses débuts à l'Opéra de Paris en 1894 ou 1895 dans Roméo et Juliette de Charles Gounod. Elle étudie les rôles de Juliette et Marguerite de Faust avec Gounod lui-même, qui admire sa belle technique, son ton brillant, et sa flexibilité vocale.
Adams reste à l'Opéra de Paris pendant trois ans, puis va à Nice. En France, elle chante de nombreux rôles de Gounod et de Meyerbeer, ainsi que la Reine de la Nuit de La Flûte enchantée de Mozart et le rôle-titre de Orphée et Eurydice de Gluck. Au cours de l'été 1898, elle apparaît à Covent Garden à Londres en tant que Hero dans la première mondiale de Much Ado About Nothing de Charles Villiers Stanford. À l'automne 1898, Adams rejoint le Metropolitan Opera de New York, où elle chante de nombreux rôles jusqu'en 1903. Ses rôles au MET inclus Juliette, Marguerite, Marguerite de Valois dans Les Huguenots, Micaela dans Carmen, Cherubino dans Les Noces de Figaro, Donna Elvira dans Don Giovanni, Philine dans Mignon, Berthe dans Le Prophète, l'Oiseau de la Forêt dans Siegfried, Nedda dans Pagliacci, Gilda dans Rigoletto, l'Infante dans Le Cid, Inès dans L'Africana, et Mimì dans La bohème , entre autres.
En 1898, Adams se marie avec Leo Stern, un violoncelliste britannique, qui est mort en 1904. À la suite de sa mort, Adams prend sa retraite de la scène et s'installe à Londres. Elle apparaît à Covent Garden dans quelques représentations de Carmen en novembre 1906, probablement dans le rôle de Micaela, peut être ses dernières apparitions à l'opéra.
Elle apparaît dans quelques concerts au Royaume-Uni, en 1905 et 1906. Elle va aux États-Unis fin 1907 pour apparaître dans un vaudeville à Chicago, New York et ailleurs.
En 1915, elle épouse John Lumsden Mackay, un homme riche. Il est mort en novembre 1934. Ils ont vécu pendant plusieurs années au nord de Hyde Park, à Londres, au 55 Inverness Terrace. Adams a peut-être continué à enseigner jusqu'à sa mort à Londres le 5 février 1953.

## Enregistrements
Adams a enregistré cinq cylindres phonographiques pour Gianni Bettini en 1898. En 1902, elle a fait cinq enregistrements de disques à Londres pour la Gramophone Company, dont quatre ont été publiés aux États-Unis par la Victor Talking Machine Company pour leur RCA Red Seal Records, l'année suivante. En 1903, Adams a fait sept disques de plus aux États-Unis pour Columbia Records de" pour la série Grand Opéra. Elle apparaît également sur quelques cylindres Mapleson (en) enregistrés en live sur la scène du Metropolitan Opera, y compris A ce mot tout s'anime des Huguenots.